# Wingham (Nouvelle-Galles du Sud)
Pour les articles homonymes, voir Wingham.

Wingham est une ville australienne située dans la zone d'administration locale de Mid-Coast dans l'État de Nouvelle-Galles du Sud. 

## Géographie
La ville est située dans la région du Mid North Coast, au centre de la Nouvelle-Galles du Sud, à 335 km au nord de Sydney. Elle est traversée par la Manning River.

## Histoire
Les premières attributions de terrain à Wingham remontent à 1841. Elle est érigée en tant que municipalité en 1889. Son nom vient de la ville du Kent Wingham. En 1981, elle est intégrée à la zone d'administration locale de Grand Taree, puis, en 2016, à celle de Mid-Coast.

## Démographie
| Année | Population      |
| ----- | --------------- |
| 2011  | 5 313 habitants |
| 2016  | 5 374 habitants |
| 2021  | 4 556 habitants |

## Politique et administration
La ville est rattachée à la circonscription de Lyne pour les élections fédérales et à celle de Myall Lakes pour les élections à l'Assemblée législative de Nouvelle-Galles du Sud.